# Rhadinosticta simplex
Rhadinosticta simplex är en trollsländeart som först beskrevs av Martin 1901.  Rhadinosticta simplex ingår i släktet Rhadinosticta och familjen Isostictidae. Inga underarter finns listade i Catalogue of Life.